# Gauliga Niederrhein 1939/40
Die Gauliga Niederrhein 1939/40 war die siebte Spielzeit der Gauliga Niederrhein im Fußball. Durch den Beginn des Zweiten Weltkrieges spielten ursprünglich 85 Mannschaften auf sechs Staffeln verteil eine Überbrückungsrunde. Die eigentliche Kriegs-Gaumeisterschaft begann am 7. November 1939. Die Meisterschaft wurde in dieser Saison erneut im Rundenturnier mit zehn Mannschaften ausgetragen. Die Gaumeisterschaft sicherte sich zum fünften Mal Fortuna Düsseldorf mit vier Punkten Vorsprung vor Schwarz-Weiß Essen. Damit qualifizierten sich die Düsseldorfer für die deutsche Fußballmeisterschaft 1939/40, bei der die Mannschaft in einer Gruppe mit dem FC Schalke 04, dem Mülheimer SV 06 und dem CSC 03 Kassel Zweiter wurde, was nicht zum Weiterkommen reichte. Die Abstiegsränge belegten der SSV Wuppertal und der VfB 03 Hilden. Aus den Bezirksligen stiegen TuS Helene Altenessen und der VfR Ohligs auf.

## Abschlusstabelle
| Pl. | Verein                  | Sp. | S  | U | N  | Tore    | Quote | Punkte |
| --- | ----------------------- | --- | -- | - | -- | ------- | ----- | ------ |
| 1.  | Fortuna Düsseldorf (M)  | 18  | 14 | 3 | 1  | 055:130 | 4,23  | 31:50  |
| 2.  | Schwarz-Weiß Essen      | 18  | 12 | 3 | 3  | 041:250 | 1,64  | 27:90  |
| 3.  | Rot-Weiss Essen         | 18  | 10 | 5 | 3  | 045:360 | 1,25  | 25:11  |
| 4.  | SV Hamborn 07           | 18  | 8  | 7 | 3  | 039:270 | 1,44  | 23:13  |
| 5.  | Rot-Weiß Oberhausen (N) | 18  | 7  | 6 | 5  | 030:210 | 1,43  | 20:16  |
| 6.  | TuRU Düsseldorf         | 18  | 6  | 4 | 8  | 031:360 | 0,86  | 16:20  |
| 7.  | Westende Hamborn        | 18  | 5  | 5 | 8  | 034:280 | 1,21  | 15:21  |
| 8.  | TuS Duisburg 48/99      | 18  | 5  | 2 | 11 | 023:370 | 0,62  | 12:24  |
| 9.  | SSV Wuppertal           | 18  | 2  | 2 | 14 | 019:420 | 0,45  | 06:30  |
| 10. | VfB 03 Hilden (N)       | 18  | 1  | 3 | 14 | 013:650 | 0,20  | 05:31  |

| (M) | Titelverteidiger               |
| (N) | Aufsteiger aus der Bezirksliga |

## Aufstiegsrunde

### Gruppe 1
| Platz | Verein                 | Spiele          | Tore            | Quote           | Punkte          |
| ----- | ---------------------- | --------------- | --------------- | --------------- | --------------- |
| 1.    | TuS Helene Altenessen  | 2               | 14:10           | 14,00           | 4:0             |
| 2.    | Union 02 Hamborn       | 2               | 01:14           | 00,07           | 0:4             |
| 3.    | VfB Rheingold Emmerich | disqualifiziert | disqualifiziert | disqualifiziert | disqualifiziert |

### Gruppe 2
| Platz | Verein                    | Spiele | Tore  | Quote | Punkte |
| ----- | ------------------------- | ------ | ----- | ----- | ------ |
| 1.    | VfR Ohligs                | 4      | 15:80 | 1,88  | 6:2    |
| 2.    | Borussia München-Gladbach | 4      | 08:12 | 0,67  | 4:4    |
| 3.    | Borussia Velbert          | 4      | 09:12 | 0,75  | 2:6    |